# 罗特施泰因山麓索兰
罗特施泰因山麓索兰（發音：[ˈzoːlant ʔam ˈʁoːtˌʃtaɪn]，發音：[ˈzawɔm ˈpɔt hʁɔdʒiʃtʃɔm]）是德国萨克森州格尔利茨县曾经的一个市镇，面积19.8平方公里，2013年12月31日人口为1,280人。2014年1月1日，罗特施泰因山麓索兰并入市镇上劳西茨地区赖兴巴赫。